# Aeropuerto de Albacete
El Aeropuerto de Albacete (IATA: ABC, OACI: LEAB) es un aeropuerto público español operado por Aena situado 4 km al sur de la ciudad española de Albacete, situado en la base aérea abierta al tráfico civil de Albacete-Los Llanos. 
Comenzó a funcionar como aeropuerto civil oficialmente el 1 de julio de 2003 cuando Aena abrió una parte del aeródromo militar de Los Llanos en un aeropuerto comercial. En esa fecha llegó un vuelo de la compañía Hola Airlines desde el aeropuerto internacional de Palma de Mallorca. 
El de Albacete es el único aeropuerto público de Castilla-La Mancha, habilitado como puesto fronterizo y declarado, de esta forma, frontera exterior Schengen. A fecha de 2025, carece de operaciones regulares.

## Ubicación y comunicaciones
El aeropuerto está situado 3,9 kilómetros al sur de la ciudad de Albacete. Las instalaciones aeroportuarias se encuentran en la Base Aérea de Los Llanos, donde se encuentran también el Ala 14, la Maestranza Aérea de Albacete, la Escuela de Pilotos de la OTAN y el Parque Aeronáutico y Logístico de Albacete.

### Acceso por carretera
Al aeropuerto de Albacete se accede desde la ciudad a través de la autovía de Los Llanos, que conecta con la Circunvalación Sur de Albacete.

### Acceso en taxi
La terminal dispone de paradas de taxi en el exterior del área de llegadas correctamente señalizadas.

## Historia
La historia aeronáutica de Albacete se remonta a principios del siglo XX, aunque las instalaciones han ido trasladándose por diferentes puntos de la comarca albaceteña.

### Inicios
El desarrollo del aeropuerto de Albacete comenzó en 1913, cuando una comisión del Parque de Aerostación de Guadalajara visitó la ciudad castellano-manchega y demandó al ayuntamiento su implicación para la instalación de una estación para dicho parque. Una vez aprobada la iniciativa por el consistorio albaceteño, se autorizó la cesión de unos terrenos en las cercanías de Los Llanos y La Pulgosa para la construcción de un aeródromo y de los edificios complementarios a esta infraestructura. El acuerdo fue enviado al Ministerio de la Guerra, que aprobó en 1916 la construcción y los presupuestos del aeródromo.
Ante la demora de las obras, se construyó un aeródromo de carácter provisional en las cercanías del Recinto Ferial de Albacete, aunque debido a la situación económica del gobierno, y la negativa del ayuntamiento a hacerse cargo de las obras del nuevo aeródromo, éstas quedaron interrumpidas.
Un año más tarde, en septiembre de 1917, la Aviación Militar mostró su interés en crear un campo de aviación en Albacete, al estar situada entre el aeródromo de Cuatro Vientos (Madrid) y el aeródromo de Los Alcázares (Murcia). El consistorio albaceteño adquirió unos terrenos en La Torrecica, que a su vez fueron cedidos al Ministerio de la Guerra, el cual inició su construcción. Este aeropuerto, denominado La Torrecica, fue utilizado por primera vez por dos aeroplanos que llegaron a la ciudad en septiembre de 1923 con motivo de la celebración de la Feria de Albacete.
A partir de este momento, la Compañía Española de Aviación (CEA) trasladó su sede al aeródromo de La Torrecica, comenzando los cursos de formación de los oficiales pilotos en 1924, convirtiéndose así estas instalaciones en la Escuela Civil Elemental de Pilotos. Nuevamente la CEA se trasladó en 1927 del campo de aviación a Los Llanos, donde construyó un campo de vuelos e instalaciones auxiliares, que fueron inauguradas el 27 de abril de 1929. Desde ese momento, el aeródromo de La Torrecica fue utilizado por aviones militares y por una escuela de vuelo. La CEA cerró su escuela en 1932 debido a la crisis aunque el aeródromo permaneció abierto al tráfico civil.

### La actividad durante la Guerra Civil

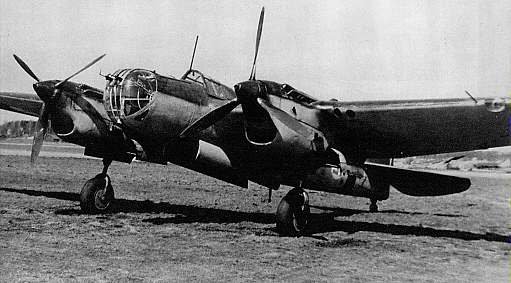
Tupolev SB-2 Katiuska similar a los que empleó el Ejército del Aire de España en Los Llanos

Durante la guerra civil española el aeródromo fue utilizado inicialmente por los militares sublevados y, desde el 26 de julio de 1936, por el ejército republicano, siendo una base importante de las Brigadas Internacionales.
Una vez finalizada la guerra, el Ejército del Aire constituyó en Los Llanos la 13 Escuadra de Bombardeo con los aviones Katiuska de la desaparecida aviación republicana. El Estado adquirió el aeródromo y los talleres sirvieron de base para la Maestranza Aérea de Albacete. El aeropuerto abrió al tráfico civil en julio de 1946. 
El aumento del uso militar de la base aérea provocó su cierre al tráfico civil en 1955. Diez años más tarde se reabrió para uso civil y el Aeroclub de Albacete se instaló en la base.

### Los primeros vuelos chárter
En 1991, con el ascenso del Albacete Balompié a Primera División, llegaron los primeros vuelos chárter a la base para trasladar a los diferentes equipos de fútbol. En 1992 una agencia de viajes empezó a organizar vuelos chárter Albacete-Palma de Mallorca.

### Las instalaciones provisionales de 2003
En junio de 2003 Aena creó el Área de Pasajeros Provisional con la construcción de una terminal de pasajeros provisional, entre otras instalaciones. El Aeropuerto de Albacete empezó a funcionar oficialmente el 1 de julio de 2003, cuando Aena convirtió una parte del aeródromo militar de Los Llanos en un aeropuerto comercial. En esa fecha llegó un Boeing de Hola Airlines desde las Islas Baleares.

### El nuevo aeropuerto

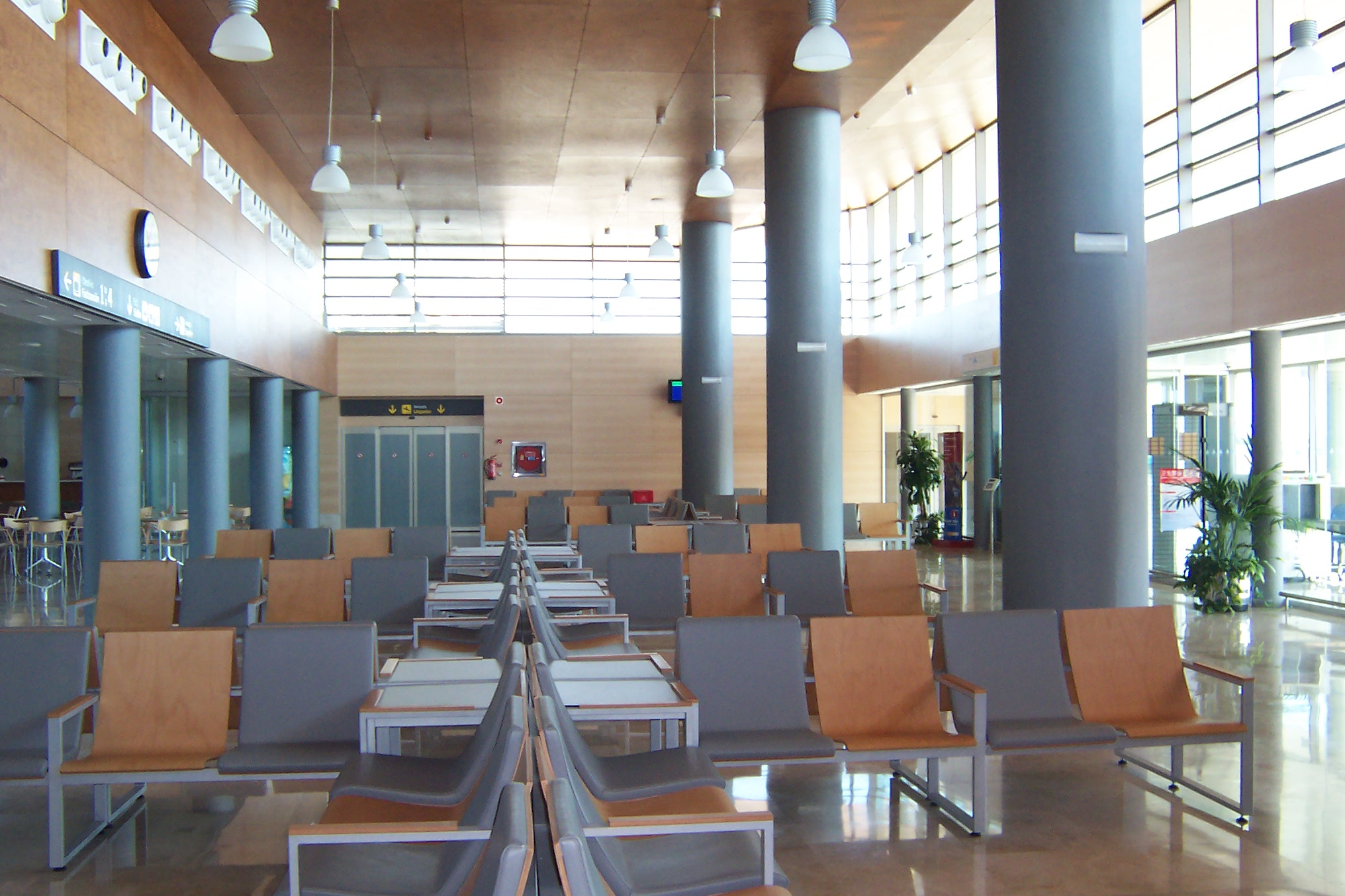
Vista interior de la Terminal del Aeropuerto de Albacete

En noviembre de 2005 la ministra de Fomento Magdalena Álvarez inauguró la nueva Terminal del Aeropuerto de Albacete.

### Frontera exterior Schengen
En junio de 2011 el Aeropuerto de Albacete consiguió la habilitación como puesto fronterizo, conformándose así como frontera exterior Schengen, lo que le permite operar con países de fuera de la Unión Europea, Reino Unido o Irlanda.
El avión solar de Skydweller creado a través del proyecto Solar Impulse se desarrolla en  el aeropuerto desde el primer cuarto del siglo XXI.

## Tráfico y estadísticas
Ver fuente y consulta Wikidata.

### Número de pasajeros, operaciones y cargas
| \| \| Pasajeros \| Operaciones \| Cargas (toneladas) \| \| -------------------------- \| --------- \| ----------- \| ------------------ \| \| 2003 \| 4.666 \| 257 \| 0 \| \| 2004 \| 15.055 \| 1.309 \| 0 \| \| 2005 \| 15.992 \| 1.185 \| 0 \| \| 2006 \| 17.516 \| 1.347 \| 7 \| \| 2007 \| 19.881 \| 1.856 \| 10 \| \| 2008 \| 19.254 \| 2.113 \| 8.924 \| \| 2009 \| 15.127 \| 1.419 \| 0 \| \| 2010 \| 11.293 \| 1.243 \| 0 \| \| 2011 \| 8.415 \| 937 \| 0 \| \| 2012 \| 3.916 \| 799 \| 0 \| \| 2013 \| 1.211 \| 476 \| 0 \| \| 2014 \| 1.411 \| 540 \| 0 \| \| 2015 \| 1.353 \| 411 \| 0 \| \| 2016 \| 1.277 \| 408 \| 0 \| \| 2017 \| 1.380 \| 430 \| 0 \| \| 2018 \| 1.295 \| 423 \| 0 \| \| 2019 \| 1.624 \| 561 \| 0 \| \| Fuente: Aena Statistics[8] \| \| \| \| |           |             |                    |
| | Pasajeros | Operaciones | Cargas (toneladas) |
| 2003 | 4.666     | 257         | 0                  |
| 2004 | 15.055    | 1.309       | 0                  |
| 2005 | 15.992    | 1.185       | 0                  |
| 2006 | 17.516    | 1.347       | 7                  |
| 2007 | 19.881    | 1.856       | 10                 |
| 2008 | 19.254    | 2.113       | 8.924              |
| 2009 | 15.127    | 1.419       | 0                  |
| 2010 | 11.293    | 1.243       | 0                  |
| 2011 | 8.415     | 937         | 0                  |
| 2012 | 3.916     | 799         | 0                  |
| 2013 | 1.211     | 476         | 0                  |
| 2014 | 1.411     | 540         | 0                  |
| 2015 | 1.353     | 411         | 0                  |
| 2016 | 1.277     | 408         | 0                  |
| 2017 | 1.380     | 430         | 0                  |
| 2018 | 1.295     | 423         | 0                  |
| 2019 | 1.624     | 561         | 0                  |
| Fuente: Aena Statistics |           |             |                    |

## Aerolíneas y destinos
Actualmente ninguna aerolínea opera vuelos regulares desde o hacia el Aeropuerto de Albacete.
Suelen operar vuelos chárter de temporada a destinos vacacionales en verano y en Navidad.
Además, el aeropuerto acoge bastantes vuelos privados, muchos operados por Airbus Helicopters para llevar a trabajadores a sus fábricas de Marsella y Alemania y para transportar helicópteros de nueva creación a otros países. Y en invierno suele haber muchos vuelos privados por motivos cinegéticos.[cita requerida]

## Códigos internacionales
- Código IATA: ABC
- Código OACI: LEAB